# Томислав Карамарко
Томислав Карамарко (Задар, 25. мај 1959) хрватски је политичар. Био је председник Хрватске демократске заједнице. Био је министар унутрашњих послова, први потпредседник Владе Републике Хрватске и дугогодишњи шеф обавештајне службе.

## Биографија
Родом је из Крушева. С навршених пет година са породицом се преселио у Загреб. Као двадесетогодишњак прикључио се Хрватском католичком збору. Због вербалних деликата против комунистичког режима и клеронационализма 1982. године југославенске власти су му одузеле пасош на седам година. Дипломирао је историју 1985. године на Филозофском факултету у Загребу.
Један је од суоснивача Хрватске демократске заједнице. Године 1992. постао је шеф кабинета председника владе Јосипа Манолића, затим и Фрање Грегурића. Од 1992. до 1993. био је шеф кабинета председника Хрватског сабора када је председник био Стјепан Месић. Након тога напустио је ХДЗ. Од 1993. до 1996. године био је начелник загребачке полицијске управе, од 1996. до 1998. године врши дужност помоћника министра унутрашњих послова.
Године 2000. био је водитељ изборног штаба тадашњег председничког кандидата Стјепана Месића те постаје и саветник хрватског председника за националну безбедност. Од 2000. године је шеф Кабинета за националну безбедност. На тој дужности остаје до 2002. године, када се разилази с председником Месићем због неслагања око ставова везаних за прошлост Хрватске и различитим виђењима хрватске будућности. Тада накратко напушта политику и одлази у приватни сектор. Од 2004. до 2006. године био је директор Протуобавјештајне агенције. На место директора Безбедносно-обавештајне агенције (СОА) именован је у септембру 2006. године, и ту је дужност обављао све до 2008. године.
У октобру 2008. године наследио је Берислава Рончевића на месту министра унутрашњих послова на предлог председника Владе Иве Санадера. У влади Јадранке Косор био је министар унутрашњих послова. У септембру 2011. поново приступа ХДЗ-у.
На парламентарним изборима 2011. године изабран је за посланика у Хрватски сабор. У Сабору члан је Одбора за унутрашњу политику и националну безбедност, Одбора за људска права и права националних мањина
и Одбора за правосуђе.
На унутарстраначким изборима 20. маја 2012. године изабран је за председника ХДЗ-а. Победио је Милана Кујунџића у другом кругу.